# Darzamat
Darzamat – polska grupa muzyczna, wykonująca symfoniczny black metal. Powstała w 1995 roku w Katowicach. Grupie przewodzi wokalista i autor tekstów Rafał „Flauros” Góral, który pozostaje jedynym członkiem oryginalnego składu.
Darzamat zyskał na popularności w 2005 roku po wydaniu albumu Transkarpatia. Wydawnictwo zostało zrealizowane z udziałem utytułowanego producenta muzycznego i gitarzysty Andy’ego LaRocque. Nazwa zespołu pochodzi z mitologii łotewskiej, a oznacza boginię opiekującą się ogrodami i sadami (łot. dārzs – ogród, māte – matka).

## Historia

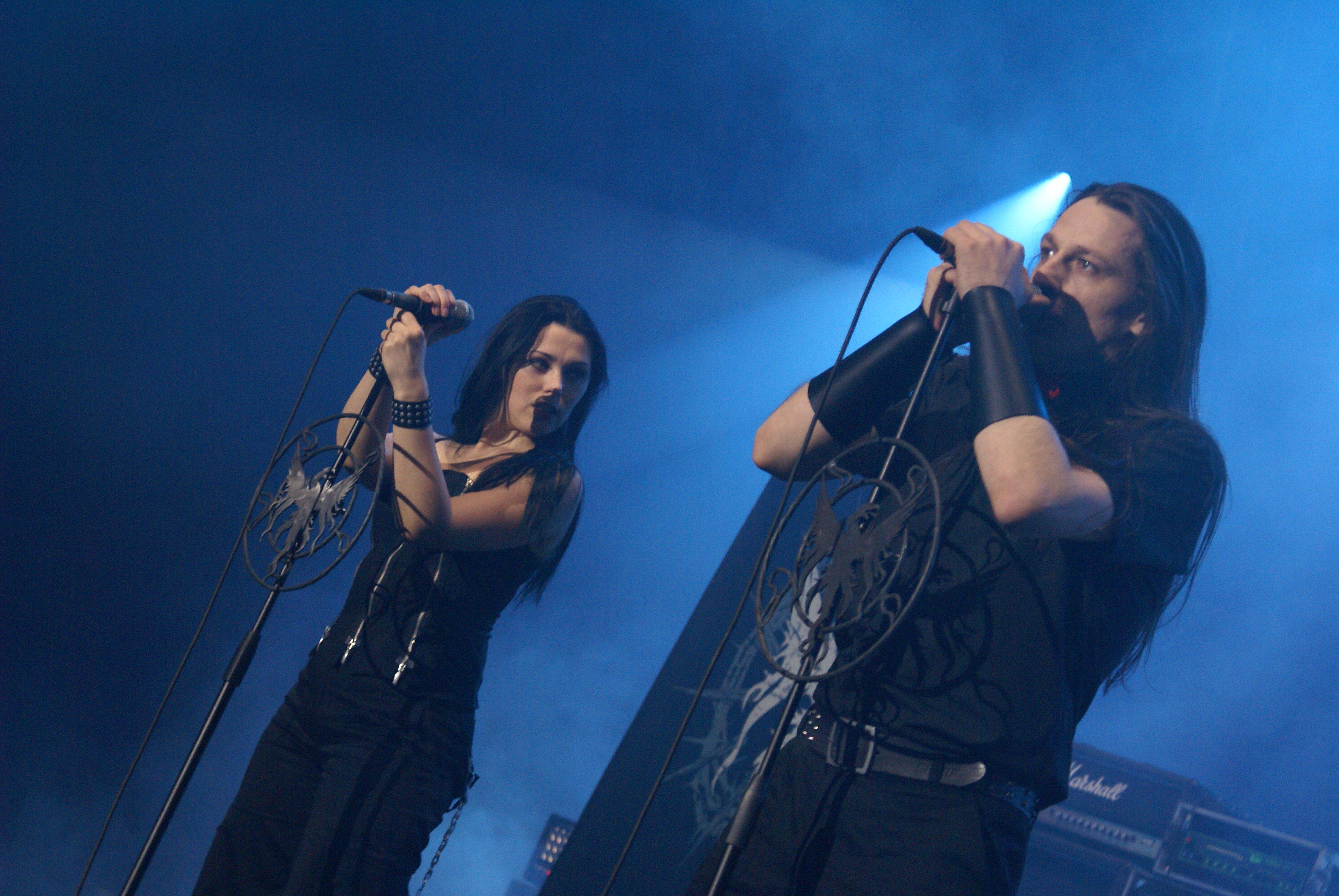
Od lewej: Agnieszka „Nera” Górecka i Rafał „Flauros” Góral podczas koncertu na festiwalu Metalmania w katowickim Spodku w 24 marca 2007 roku

Zespół powstał w 1995 roku w Katowicach. W 1996 roku ukazał się pierwszy album grupy zatytułowany In the Flames of Black Art wydany nakładem wytwórni muzycznej Croon Records. W 1999 roku ukazał się pierwszy minialbum zespołu pt. In the Opium of Black Veil wydany nakładem Faithless Productions. 20 października 2002 roku w ramach podpisanego przez zespół kontraktu z katowicką wytwórnią Metal Mind Productions ukazały się reedycje wydawnictw In the Flames of Black Art i In the Opium of Black Veil. W 2003 roku nakładem włoskiej wytwórni muzycznej Avantgarde Music ukazał się drugi album grupy pt. Oniriad.
W tym samym roku z Darzamat rozstali się, między innymi, współzałożyciel Szymon Strużek i wokalistka Katarzyna Banaszak. Nowym gitarzystą został Krzysztof „Chris” Michalak, a wokalistką Agnieszka „Nera” Górecka. W 2004 roku ukazał się ukazał się pierwszy album w nowym składzie, zatytułowany SemiDevilish wydany nakładem wytwórni muzycznej Metal Mind Productions. Do pochodzącego z albumu utworu pt. „In Red Iris” został zrealizowany teledysk w reżyserii Michała Sosny, sam album natomiast został zarejestrowany w świętochłowickim Mular Studio. Zespół promował płytę na koncertach w Polsce, Rosji, Ukrainie, Niemczech, Francji, Belgii, Estonii, Holandii, Włoszech, Czechach i Słowacji. W ramach promocji płyty Semidevilish Darzamat zagrał także podczas festiwalu Metalmania w 2005 roku.

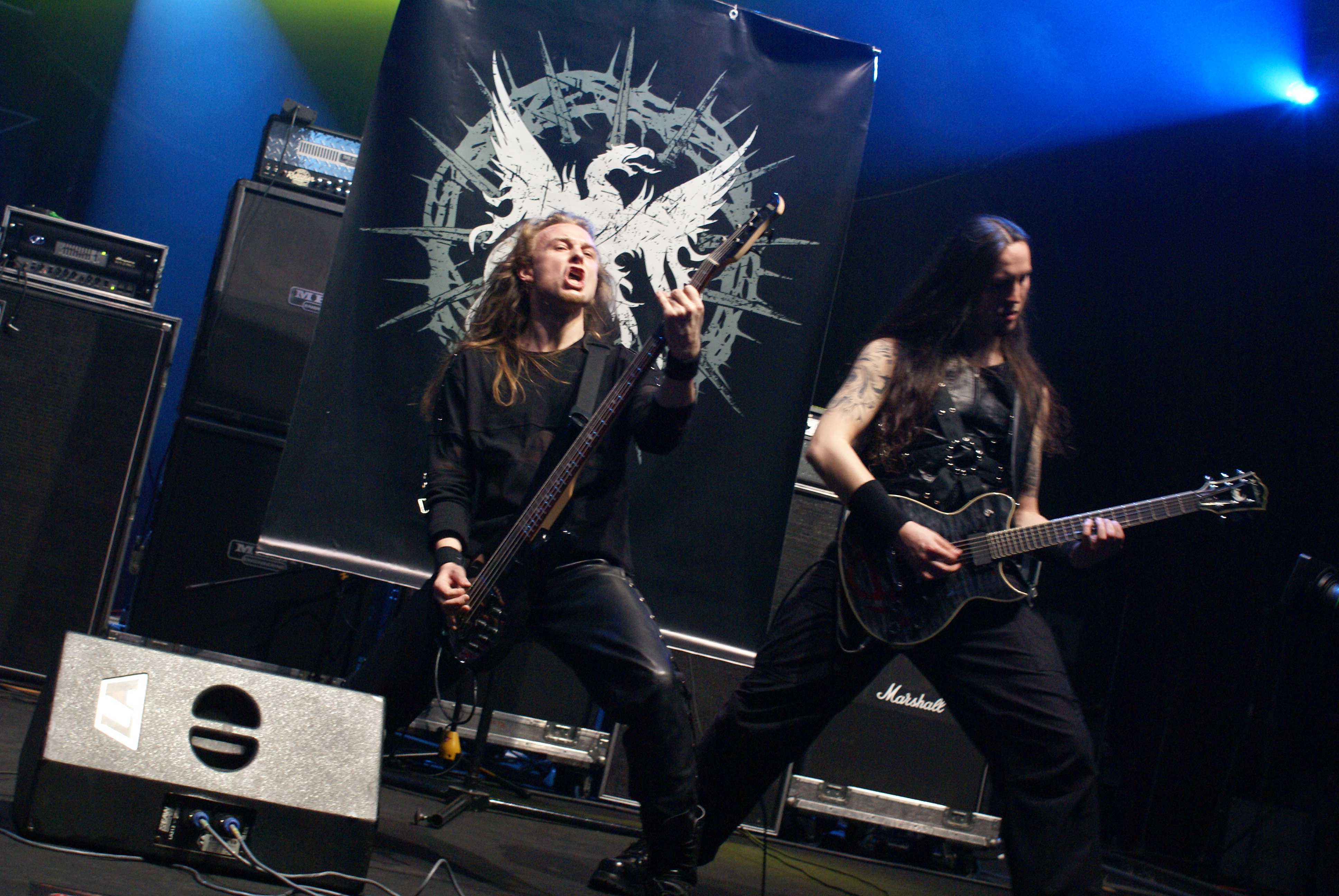
Krzysztof „Bacchus” Kłosek i Krzysztof „Chris” Michalak podczas koncertu na festiwalu Metalmania w katowickim Spodku w 24 marca 2007 roku

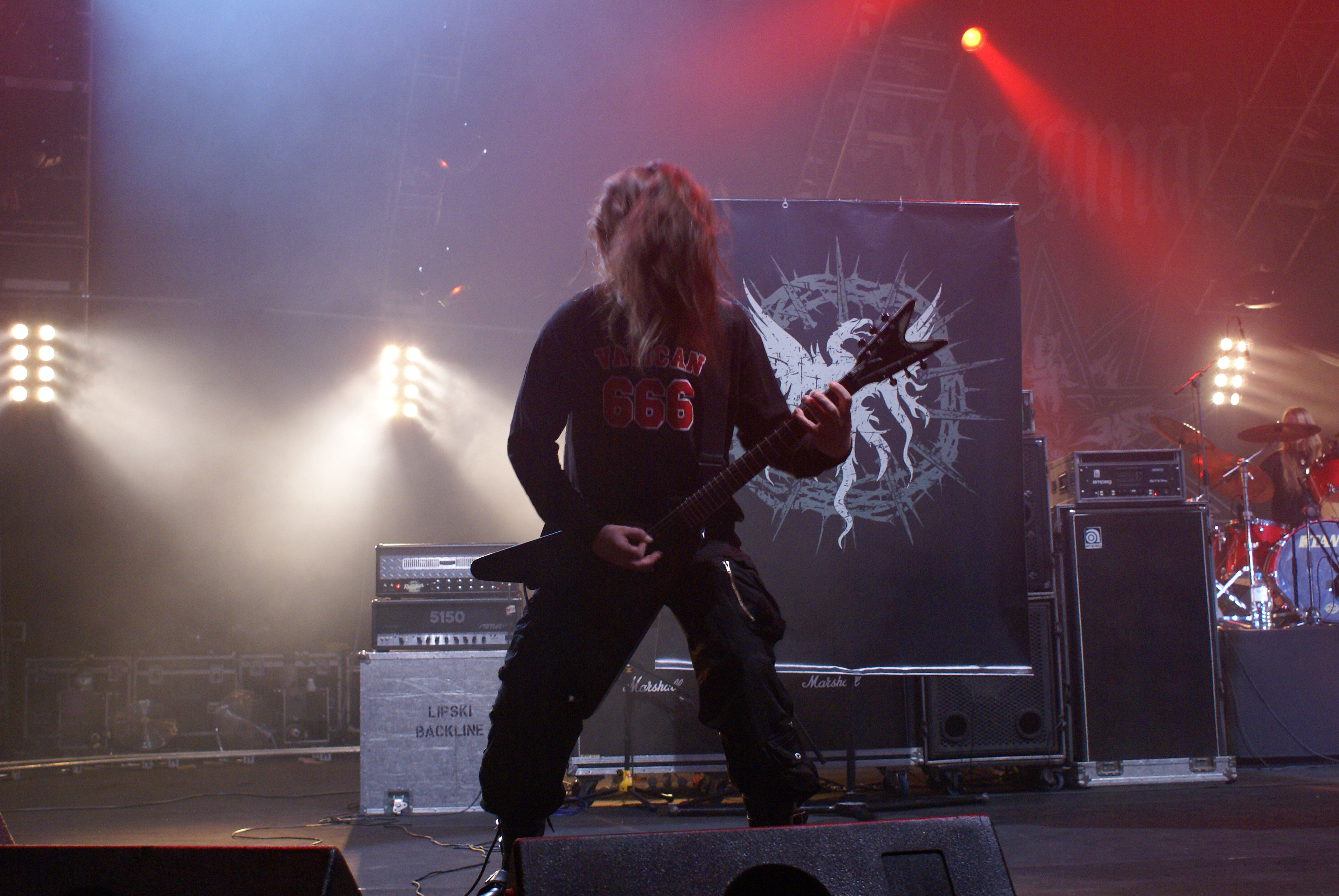
Damian „Daamr” Kowalski podczas koncertu na festiwalu Metalmania w katowickim Spodku w 24 marca 2007 roku

W grudniu tego samego roku nakładem Metal Mind Productions ukazał się czwarty album grupy pt. Transkarpatia. Wydawnictwo zostało zarejestrowane w Maq Records we współpracy z Jarosławem Tofilem, miksowanie natomiast wykonał Andy LaRocque w studiu Los Angered Recording. W ramach promocji został zrealizowany ponadto teledysk do utworu pt. „The Burning Times”, który wyreżyserował oraz wyprodukował Beniamin Szwed. Wiosną i latem tego samego roku zespół wystąpił na kilku europejskich festiwalach: Wave-Gotik-Treffen w Niemczech, S-Hammer we Włoszech, In Flammen Open Air i Nebelmond Party (obydwa w Niemczech), Apocalyptic Form of Death w Czechach. Darzamat wystąpił również jako gość specjalny podczas polskiej trasy Vader. Zespół zagrał też w roli supportu na kilku europejskich koncertach (min. w Belgii, Holandii i Niemczech) szwedzkiego Sabaton, natomiast w grudniu odbył trasę koncertową w ramach objazdowego festiwalu X-Mass, gdzie wystąpił z takimi grupami jak Six Feet Under, Gorefest, Krisiun, Cataract i God Dethroned. W 2006 roku zespół podpisał kontrakt z agencją koncertową Creative Music.
W kwietniu 2007 roku Darzamat zagrał trasę koncertową z portugalskim Moonspell i austriackim Darkside, a w maju tego samego roku zespół odbył trasę koncertową Rebel Angels Tour wraz z grupami Hate, Crionics oraz Sammath Naur, poprzedzoną występem na festiwalu Metalmania. Latem Darzamat wystąpił między innymi podczas festiwali Soul of Metal w Austrii, szwedzkim Gates Of Metal, belgijskim Metal Female Voices, a także na festiwalach w Niemczech: Winternachtstraum Festival, Rock Harz Open Air oraz Dong Open Air. 30 czerwca tego samego roku ukazał się pierwszy album DVD zespołu zatytułowany Live Profanity (Visiting the Graves of Heretic) zawierający m.in. występ z festiwalu Metalmania w Katowicach oraz festiwalu Winternachtstraum Festival w Niemczech. Podczas festiwalu Metalmania z zespołem wystąpił na scenie Roman Kostrzewski znany z grupy Kat. W 2008 roku do zespołu dołączył znany z występów w grupie KAT Mariusz „Rogol” Prętkiewicz, który zastąpił na kilka miesięcy perkusistę Macieja Kowalskiego.
W kwietniu 2009 roku zespół podpisał umowę z niemiecką wytwórnią Massacre Records, która 28 sierpnia tego samego roku wydała piąty studyjny album Darzamat zatytułowany Solfernus’ Path. Materiał uzyskał 3. miejsce w podsumowaniu serwisu Musicarena.pl na najlepszy album roku 2009. Płyta ukazała się również na rynku japońskim dzięki firmie Spiritual Beast z Tokio. Album został zarejestrowany w trzech polskich studiach nagrań: HH Poland, Maq oraz Red Room we współpracy z Jarosławem Tofilem. Miksem płyty tym razem zajął się gitarzysta szwedzkiego Scar Symmetry, Jonas Kjellgren w Black Lounge Studios. Gościnnie na albumie wystąpili Andy LaRocque, który zagrał solo gitarowe w utworze zatytułowanym „The King of the Burning Anthems” oraz instrumentalista Roy Mayorga, członek grupy Stone Sour, który skomponował intro otwierające płytę. W październiku zespół podpisał umowę z niemiecką agencją koncertową Go Down Believing. W ramach promocji Solfernus’ Path Darzamat wystąpił podczas festiwalu ProRock na Ukrainie i w Belgii na Metal Female Voices Festival. 1 listopada zespół zagrał wraz z fińskim Korpiklaani w stolicy Meksyku.

## Muzycy
Opracowano na podstawie materiału źródłowego.
| Obecny skład zespołu - Agnieszka „Nera” Górecka – śpiew (od 2003) - Rafał „Flauros” Góral – śpiew (od 1995) - Krzysztof „Chris” Michalak – gitara (od 2001) - Marek „Markus” Tkocz – gitara basowa (od 2009) - Jacek „Jack” Gut – perkusja (od 2015) |  | Byli członkowie zespołu - Katarzyna „Kate” Banaszak – śpiew (1995-2003) - Szymon Struzek – gitara, gitara basowa, programowanie (1995-2003) - Damian „Daamr” Kowalski – gitara, gitara basowa (1998-1999, 2003-2004, 2007) - Patryk „Spectre” Kumór – instrumenty klawiszowe (2003-2008) - Krzysztof „Bacchus” Kłosek – gitara basowa (2004-2007) - Krystian „Bomba” Bytom – perkusja (1997-2003) - Pawel „Paul” Chudzicki – perkusja (2002-2003) - Tomasz „Golem” Dańczak – perkusja (2003-2006) - Mariusz „Rogol” Prętkiewicz – perkusja (sesyjnie, 2008) - Maciej „Darkside” Kowalski – perkusja (2006-2007, 2009-2010) - Paweł „Senator” Nowak – perkusja (2011-2015) |

## Dyskografia

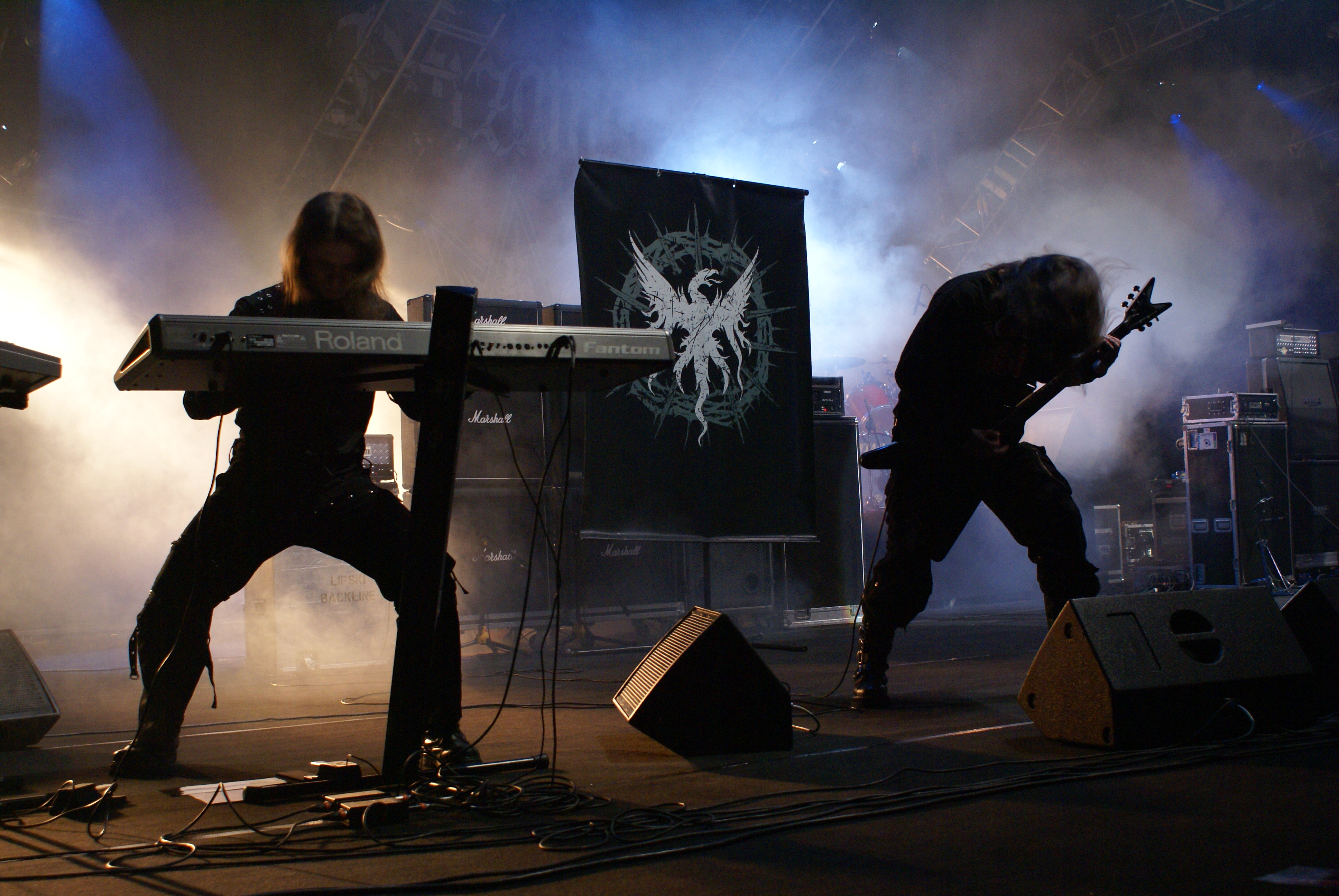
Patryk „Spectre” Kumór i Damian „Daamr” Kowalski podczas koncertu na festiwalu Metalmania w katowickim Spodku w 24 marca 2007 roku

- In the Flames of Black Art (1996, Croon Records, 1997, Faithless Productions, 2002, Metal Mind Productions)
- In the Opium of Black Veil (EP, 1999, Faithless Productions, 2002, Metal Mind Productions)
- Oniriad (2003, Avantgarde Music)
- SemiDevilish (2004, Metal Mind Productions, MVD)
- Transkarpatia (2005, Metal Mind Productions, MVD)
- Live Profanity (Visiting the Graves of Heretic) (DVD, 2007, Metal Mind Productions, MVD)
- Solfernus’ Path (2009, Massacre Records, Spiritual Beast)
- A Philosopher at the End of the Universe (2021, Sleaszy Rider)

## Teledyski
| Rok  | Tytuł               | Reżyseria      | Album          |
| ---- | ------------------- | -------------- | -------------- |
| 2004 | „In Red Iris”       | Michał Sosna   | SemiDevilish   |
| 2005 | „The Burning Times” | Beniamin Szwed | Transkarpatia  |
| 2017 | „Chimera”           |                | Solfernus Path |
| 2017 | „Pain Collector”    |                | Solfernus Path |